# 义兴乡 (巴中市)
义兴乡，是中华人民共和国四川省巴中市恩阳区曾经下辖的一个乡。2019年12月，撤销玉井乡、三汇镇和义兴镇，设立雪山镇，原义兴镇同兴社区、卢庄村、新庙村、红岭村、白岩洞村、九皇村、曹家村、桑林村、清泉寺村、杨通村、李家梁村、南岩村、丰陡村所属行政区域为雪山镇的行政区域，原义兴镇石灶村所属行政区域划归渔溪镇管辖。

## 行政区划
义兴乡撤销前下辖以下地区：
同兴社区、卢庄村、新庙村、红岭村、石灶村、白岩村、九皇村、曹家村、桑林村、清泉村、杨通村、李家梁村、南岩村和风陡村。